# رفراف مالايتا القزم
رفراف مالايتا القزم (الاسم العلمي Ceyx malaitae)، طائر من مخيط الماء وفصيلة رفرافيات. موطنه جزيرة مالايتا التابعة لجزر سليمان. موائله الطبيعية أراضي الغابات الرطبة المنخفضة الشبه الاستوائية أو المدارية.